# George Brydges (6e baron Chandos)
George Brydges, 6e baron Chandos (1620-1655), est un noble britannique.

## Biographie
Il est le fils de Grey Brydges (c. 1580 – 10 août 1621) et de Lady Anne Stanley. Sa mère, dans sa jeunesse, a été considérée comme l'héritière du trône d'Angleterre (comme descendante de la sœur d'Henri VIII, la princesse Marie Tudor), mais est écartée au profit de Jacques VI d'Écosse. Son beau-père est Mervyn Tuchet (2e comte de Castlehaven) (en). En 1621, George succède à son père, le baron de Chandos, à l'âge d'un an.
George est un partisan du roi Charles Ier d'Angleterre, au cours de sa lutte avec le Parlement, et se distingue à la Première bataille de Newbury en 1643. Par la suite, il combat dans l'ouest de l'Angleterre. À la fin de la Première guerre civile anglaise, il paye une forte amende au parlement.
George Brydges épouse Susan Montagu, fille de Henry Montagu (1er comte de Manchester), dont il a trois filles, et se remarie à Jane Savage, fille de John Savage (2e comte Rivers), avec qui il a trois filles. Son frère, William Brydges, lui succède comme 7e baron Chandos. Après la mort de William en 1676, la baronnie passe à un parent, James Brydges, qui est ambassadeur d'Angleterre à Constantinople, de 1680 à 1685.
Le 13 mai 1653, George tue Henry Compton dans un duel à Putney, et est jugé et reconnu coupable d'homicide involontaire, le 17 mai 1654, après une longue peine d'emprisonnement. En février 1655, il est mort de la Variole, et est enterré au château de Sudeley, son lieu de résidence.